# Cassie
Cassie, pseudonimo di Casandra Elizabeth Ventura (New London, 26 agosto 1986), è una cantante statunitense.

## Biografia
Cassie è nata nel 1986 a New London, nel Connecticut. Sua madre è di origine afroamericana, messicana e delle Indie Occidentali, mentre suo padre è filippino.

### Primi anni
A 14 anni inizia a perseguire la carriera di modella, rappresentata dall'agenzia Wilhelmina Models.
Nel 2007 appare nel video musicale di Stronger di Kanye West, nonché in quello di Just a Friend di Mario.
Nel 2008 recita una piccola parte nel film Step Up 2 - La strada per il successo e nel 2016 in Honey 3 - Il coraggio di ballare: in entrambi i film mostra le sue doti nella danza moderna.

### Carriera musicale
Nel 2004 in un club Cassie viene per caso notata dal produttore discografico Ryan Leslie mentre si esibisce sul palco: impressionato, Leslie contatta il suo collega Tommy Mottola, che offre a Cassie un contratto discografico Bad Boy Records, gestita da P. Diddy.

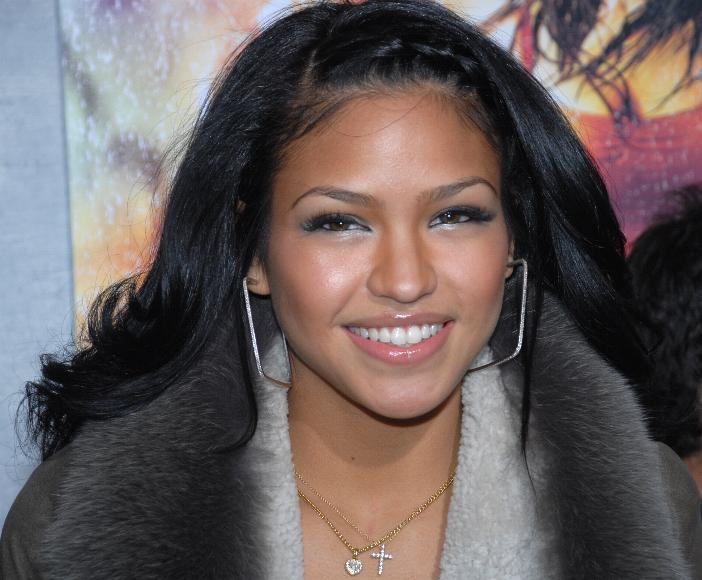
Cassie alla premiere del film Step Up 2 - La strada per il successo

Con questa etichetta la cantante pubblica così il suo primo album, Cassie, l'8 agosto 2006, con Ryan Leslie che ne ha prodotto la maggior parte delle canzoni. L'album debutta al quarto posto della Billboard 200 degli Stati Uniti, e vende 100 374 copie soltanto nella prima settimana. Il primo singolo estratto dall'album, Me & U, raggiunge il terzo posto della classifica Billboard Hot 100 e rappresenta tuttora il singolo di maggiore successo della carriera della cantante.
Electro Love, secondo album della cantante statunitense, sarebbe dovuto uscire già nel 2007, ma viene più volte posticipato. Fra le collaborazioni presenti nell'album ci sarebbero dovute essere quelle di P.Diddy, Akon e Pharrell Williams. Non c'è più invece il produttore del primo album Leslie. Prima dell'uscita dell'album vengono promossi tre singoli: Official Girl con Lil Wayne ad agosto 2008, Must Be Love con Diddy ad aprile 2009 e Let's Get Crazy con Akon ad agosto 2009. Tutti e tre i singoli si sono rivelati infatti dei flop, in seguito ai quali Cassie ha perso il contratto con la Bad Boy Records. Perciò l'uscita dell'intero album Electro Love viene cancellata.

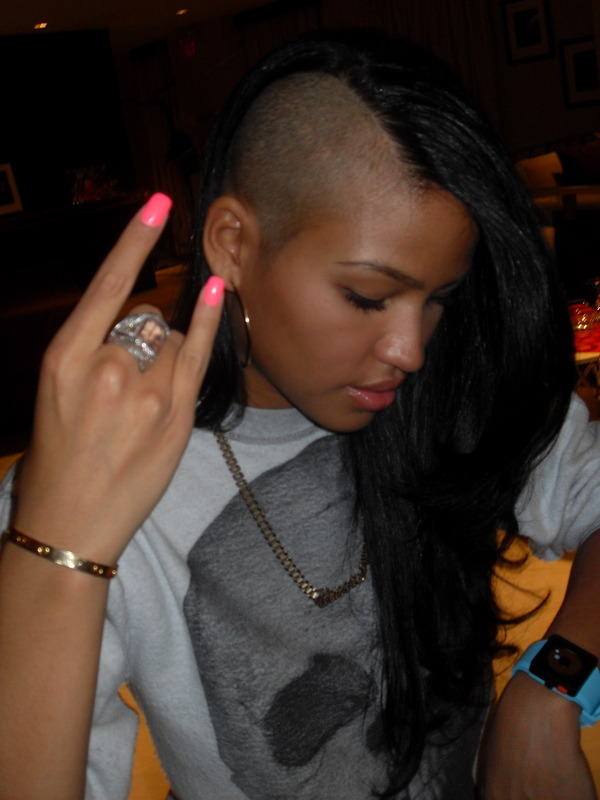
Cassie nel 2009

Nel dicembre 2009 Cassie ottiene un nuovo contratto con la Interscope Records. Nel settembre 2011 è stata inclusa nel mixtape di Bad Boy Presents: The Preview con due nuove canzoni, Radio, con Fabolous, e Make You a Believer, con Jadakiss, annunciando l'uscita del nuovo singolo King of Hearts l'anno successivo, attraverso la Interscope Records.
Nel 2012, Ventura pubblica un brano in collaborazione con la grande rapper Nicki Minaj, intitolato The Boys. Nello stesso anno pubblica anche un altro singolo promozionale, Balcony, con Young Jeezy, dopo aver rivelato di stare lavorando a un mixtape.
Nell'aprile 2013, Cassie pubblica il suo mixtape di debutto RockaByeBaby, che riceve un'accoglienza molto positiva da parte della critica. Il disco viene preceduto dalla pubblicazione dei singoli Numb, in collaborazione col celebre Rick Ross, e Paradise, con Wiz Khalifa. Nello stesso anno contribuisce con una canzone, Indo, alla compilation dell'etichetta discografica di Solange Knowles, Saint Heron.
Nel settembre 2016 Cassie compone il brano Joint (No Sleep), rilasciato come parte della colonna sonora di Honey 3 - Il coraggio di ballare, film in cui Cassie è anche attrice, e interpreta il ruolo della protagonista Melea Martin.
Nell'agosto 2017 annuncia di aver firmato un contratto con Epic Records e Bad Boy Records con l'uscita del singolo Love a Loser. Fu seguito da Don't Play It Safe, prodotto da Kaytranada.
Nell'estate del 2019, Cassie rivela attraverso i social media di stare per pubblicare canzoni esclusivamente su piattaforme di streaming per alcune settimane, soprannominate Free Friday's, che insieme formano una playlist per il lancio della sua nuova etichetta indipendente: la "Ventura Music".

## Vita privata
Cassie ha avuto una relazione durata 11 anni, dal 2007 al 2018, con il produttore P. Diddy.
Dopo la fine della storia con Diddy nel 2018, ha iniziato una relazione con l'addestratore e fitness trainer Alex Fine. Nell'agosto 2019 la coppia si è sposata, e il 6 dicembre successivo è nata la prima figlia della coppia, Frankie Stone Fine. La seconda figlia della coppia, Sunny Cinco Fine, è nata il 22 marzo 2021.
Il 16 novembre 2023, presso la Corte distrettuale federale di Manhattan, Cassie ha intentato una causa contro l'ex compagno P. Diddy, sostenendo che egli l'avesse sottoposta a un decennio di "abusi, violenza domestica e traffico sessuale". Ventura ha affermato che tali abusi sarebbero iniziati fin dal principio della loro relazione, e che avrebbero incluso uno stupro avvenuto nel 2018, dopo che lei aveva cercato di lasciarlo, e molteplici casi di violenza domestica.

## Discografia

### Album
- 2006 - Cassie

Mixtape
- 2013 - RockaByeBaby

EP
- 2019 – Free fridays
- 2021 – Casandra

### Singoli
- 2006 - Me & U
- 2006 - Long Way 2 Go
- 2008 - Is It You?
- 2008 - Official Girl
- 2009 - Must Be Love (feat. Diddy)
- 2009 - Let's Get Crazy (feat. Akon)
- 2012 - The Boys (feat. Nicki Minaj)
- 2013 - Paradise (feat. Wiz Khalifa)
- 2013 - Numb (feat. Rick Ross)
- 2013 - I Love It (feat. Fabulous)
- 2017 - Love a Loser
- 2017 - Don't Play It Safe

## Filmografia
- Barbarian, regia di Henry Crum (2003)
- Step Up 2 - La strada per il successo (Step Up 2 the Streets), regia di Jon Chu (2008)
- The Perfect Match, regia di Bille Woodruff (2016)
- Honey 3 - Il coraggio di ballare (Honey 3: Dare to Dance), regia di Bille Woodruff (2016)
- Spenser Confidential, regia di Peter Berg (2020)